# 华桑
华桑（学名：Morus cathayana）是桑科桑属的植物。分布在朝鲜、日本以及中国大陆的河南、山东、河北、安徽、陕西、江苏、四川、湖北、浙江、湖南等地，生长于海拔900米至1,300米的地区，多生在向阳山坡、沟谷及性耐干旱，这种植物耐旱性很好，但尚未进行商业化种植。

## 别名
葫芦桑（湖北）、花桑（河北）

## 异名
- Morus cathayana Hemsl. var. gongshanensis (Cao) Cao